# Tập Sơn
Tập Sơn là một xã thuộc tỉnh Vĩnh Long, Việt Nam.

## Địa lý
Xã Tập Sơn có vị trí địa lý:
- Phía đông giáp xã Nhị Trường.
- Phía tây giáp xã Lưu Nghiệp Anh.
- Phía nam giáp xã Trà Cú và Long Hiệp, Vĩnh Long.
- Phía bắc giáp xã Hùng Hòa và Châu Thành.

Xã Tập Sơn có diện tích 67,44 km², dân số năm 2025 là 39.985 người
, mật độ dân số đạt 592 người/km².

## Hành chính
Xã Tập Sơn được chia thành 8 ấp: Bà Tây A, Bà Tây B, Bà Tây C, Bến Trị, Cây Da, Đông Sơn, Ô, Trà Mềm.

## Lịch sử
Sau năm 1975, Tập Sơn là một xã thuộc huyện Trà Cú.
Ngày 10 tháng 12 năm 2003, Chính phủ Việt Nam ban hành Nghị định số số 157/2003/NĐ-CP về việc thành lập xã Tân Sơn thuộc huyện Trà Cú trên cơ sở 1.521,145 ha diện tích tự nhiên và 6.435 nhân khẩu của xã Tập Sơn.
Sau khi điều chỉnh địa giới hành chính thành lập xã Tân Sơn, xã Tập Sơn còn lại 1.918,12 ha diện tích tự nhiên và 8.941 nhân khẩu.
Ngày 15 tháng 10 năm 2019, Hội đồng Nhân dân tỉnh Trà Vinh ban hành Nghị quyết 157/NQ-HĐND về việc sáp nhập một phần ấp Chợ vào ấp Ô.
Ngày 16 tháng 6 năm 2025, Ủy ban Thường vụ Quốc hội ban hành Nghị quyết số 1687/NQ-UBTVQH15 về việc sắp xếp các đơn vị hành chính cấp xã của tỉnh Vĩnh Long năm 2025. Theo đó, sắp xếp toàn bộ diện tích tự nhiên, quy mô dân số của các xã Tập Sơn, Phước Hưng và Tập Sơn thành xã mới có tên gọi là xã Tập Sơn.
Sau khi sáp nhập, xã Tập Sơn có 67,44 km² diện tích tự nhiên và dân số 39.985 người.